# Trenčianska Turná
Trenčianska Turná este o comună slovacă, aflată în districtul Trenčín din regiunea Trenčín. Localitatea se află la altitudinea de 227 m deasupra n.m., se întinde pe o suprafață de 17,24 km2 și în 2017 număra 3.369 de locuitori.

## Istoric
Localitatea Trenčianska Turná este atestată documentar din 1269.

## Demografie
| An:                | 1994 | 2004    | 2014    | 2024    |
| ------------------ | ---- | ------- | ------- | ------- |
| Număr de persoane: | 2464 | 2743    | 3170    | 3561    |
| Diferență:         |      | +11,32% | +15,56% | +12,33% |

| An:                | 2023 | 2024   |
| ------------------ | ---- | ------ |
| Număr de persoane: | 3540 | 3561   |
| Diferență:         |      | +0,59% |